# Rifugio Ona
Il rifugio Ona (in spagnolo Refugio Ona) è un rifugio antartico temporaneo argentino  nei pressi della base San Martín.
Localizzato ad una latitudine di 68° 06' sud e ad una longitudine di 67°01' ovest, la struttura venne costruita nel 1995 come supporto logistico per un programma di osservazione glaciologia e posizionamento GPS nato da una collaborazione tra l'Università di Friburgo e il governatorato della provincia di Terra del Fuoco, Antartide e Isole dell'Atlantico del Sud.